# Wang Lina
Wang Lina, född 28 februari 1983, är en friidrottare från Kina. Hon deltog vid olympiska sommarspelen 2004.